# 강승원 (음악인)
강승원(1960년 ~ )은 가수, 싱어송라이터 등을 지낸 한국방송공사 소속 음악감독이다.

## 약력
- 서강대학교 물리학과 학사 (1979학번)
- 보컬그룹 '우리동네사람들'에서 활동 (1990년대)
- 낭독의 발견 - 음악감독 <관련 자료>
- 노영심의 작은음악회 음악감독
- 이문세쇼 음악감독
- 이소라의 프로포즈 음악감독
- 윤도현의 러브 레터 음악감독
- 이하나의 페퍼민트 음악감독
- 유희열의 스케치북 음악감독
- 더 시즌즈 음악감독

## 작사 / 작곡
- 서른즈음에 (김광석) - 작사 & 작곡
- 안드로메다 (성시경 With 정유미) - 작사 & 작곡
- 말하지 않아도 알아요 (情) - 작사 & 작곡 : 초코파이 광고 삽입곡 <영상>
- MOTHER NATURE (아이유, 강승원) - 작사 & 작곡
- 태양계 (성시경) - 작사 & 작곡
- 처음 (성시경) - 작사 & 작곡

## 방송 출연 / 인터뷰
- 2008년 3월 21일 - 윤도현의 러브 레터 <영상> "심심해"
- 2008년 10월 3일 - 윤도현의 러브 레터 <영상> "서른 즈음에"
- 2017년 3월 17일 - 유튜브 덕질하는 기자 <영상>
- 2022년 2월 4일 - 유희열의 스케치북 526회